# Уэстфилд (Индиана)
Уэстфилд (англ. Westfield) — американский город в округе Гамильтон, Индиана. Был основан квакерами 6 мая 1834 года, получил статус города 1 января 2008 года. По данным переписи 2010 года население составляло 30 068 человек. Код FIPS 18-82700, GNIS ID 0445833, ZIP-код 46074.

## Население
По данным переписи 2010 года население составляло 30 068 человек, в городе проживало 8 146 семей, находилось 10 490 домашних хозяйств и 11 209 строений с плотностью застройки 161,2 строения на км². Плотность населения 1 120,3 человека на км². Расовый состав населения: белые - 90,9%, афроамериканцы - 2,20%, коренные американцы (индейцы) - 0,2%, азиаты - 2,2%, представители других рас - 2,6%, представители двух или более рас - 1,6%. Испаноязычные составляли 5,8% населения.
В 2000 году средний доход на домашнее хозяйство составлял $52 963 USD, средний доход на семью $65 208 USD. Мужчины имели средний доход $45 388 USD, женщины $26 864 USD. Средний доход на душу населения составлял $22 160 USD. Около 2,3% семей и 4,0% населения находятся за чертой бедности, включая 2,5% молодежи (до 18 лет) и 3,7% престарелых (старше 65 лет).